# Llei Alfano
L'anomenada llei Alfano no aprovada (Llei 124/08, de 23 de juliol del 2008), pel nom del ministre de Justícia del 4t gabinet de Berlusconi, Angelino Alfano, és un projecte de llei presentat per aquest ministre al juny del 2008 que preveu la suspensió de qualsevol tipus de procediment penal contra el president de la República, el President del Senat, el President de la Cambra i el president del Consell de Ministres, basada en la llei Maccanico-Schifani del 2003, declarada inconstitucional pel Tribunal Constitucional el 13 de gener del 2004, tot i que amb alguns canvis, per esquivar les indicacions de la sentència, segons el ministre Alfano.
Les modificacions introduïdes per aquesta llei són moltes, incloent-hi la fi del termini per la suspensió dels judicis i la possibilitat de continuar amb les accions civils per danys i perjudicis. La rapidesa amb què es presentà la llei, just després de la sentència del procés Mills per corrupció de Berlusconi contribuí a augmentar les protestes de l'oposició, principalment Itàlia dels Valors es manifestà el 8 de juliol del 2008 contra aquesta i altres lleis cuinades ad personam pel govern. Aquest partit ja havia protestat contra els privilegis que tindria el president després de l'aprovació d'aquesta llei, mentre que el Partit Democràtic de Veltroni considerà inconstitucional aquesta llei perquè contradiu els articles 1, 3 i 111 de la Constitució.
Segons Silvio Berlusconi, en canvi, "aquesta llei és el mínim que una democràcia pot fer per defensar la seva llibertat". La llei Alfano és única en el panorama europeu, on la immunitat parlamentària és, en general, només pels parlamentaris, tot i que limitada a l'exercici de les seves funcions: el representant del poder executiu (cap de govern) no gaudeix de cap avantatge en aquest sentit. En algunes nacions, la immunitat per qualsevol tipus de procediment es garanteix només als caps d'estat (Grècia, Portugal, França) o els monarques, però mai al govern.
El 7 d'octubre del 2009, el Tribunal Constitucional avaluà la llei Alfano i la definí com a inconstitucional (9 vots a favor i 6 en contra) per violar els articles 3 i 138 de la Constitució.